# Glycophilie

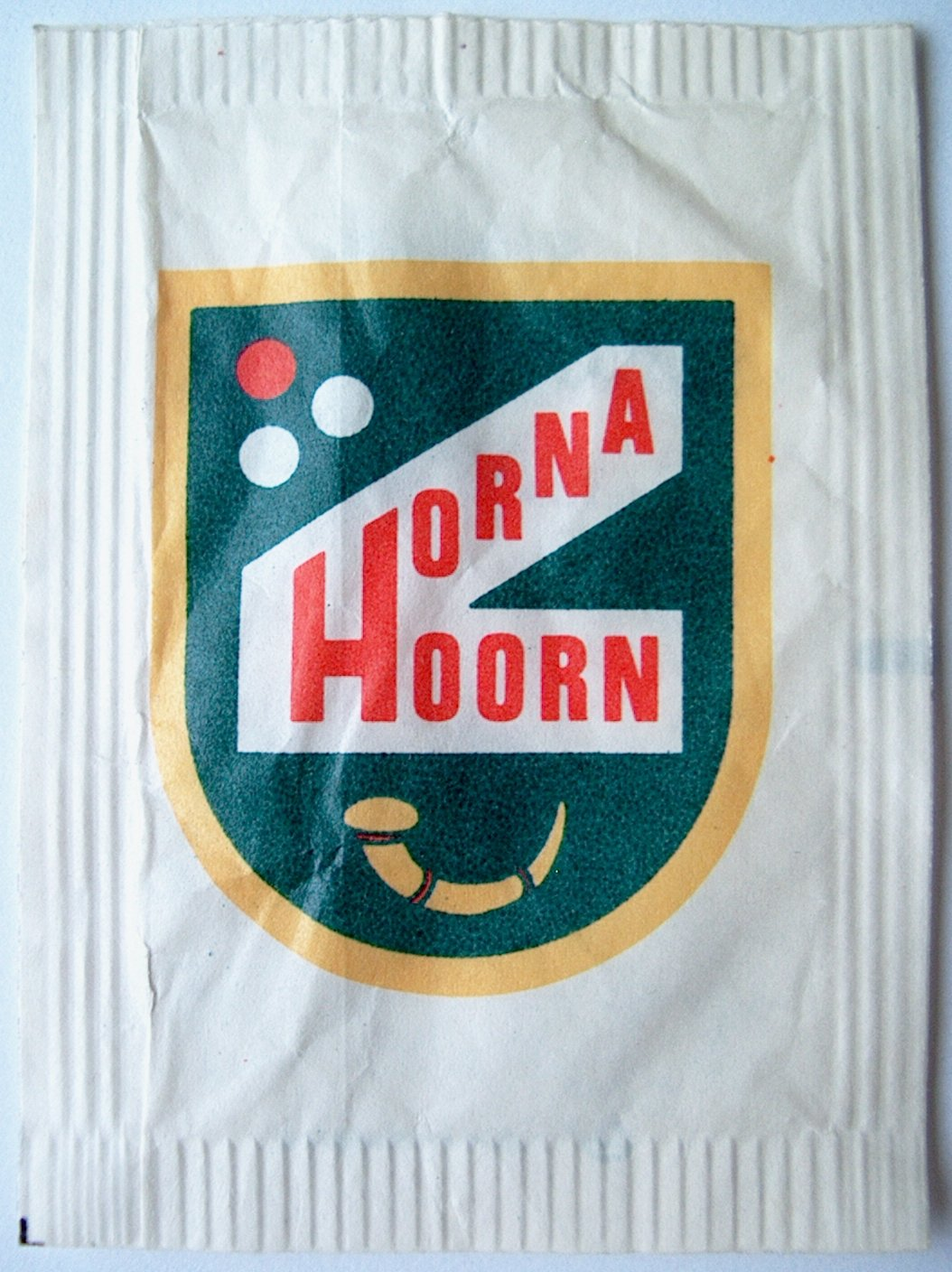
Suikerzakje

Glycophilie is de wetenschappelijke naam voor het verzamelen van suikerzakjes en andere suikerverpakkingen. Het is een samentrekking van  glukus (Grieks: zoet) en philos (Grieks: vriend).
In Frankrijk bestaat Le Club des Glycophiles Français, in Spanje de Associació Catalana de Glucosbalaitononfilia. In Argentinië zijn de suikerverpakkingverzamelaars verenigd in de Asociación Glucofilia Argentina.